# アズマ
株式会社アズマ（Azuma Co.,Ltd.）は、奈良県三郷町に本社を置き、システム開発やソフトウエア開発を手掛ける日本の企業。小田原機器の100%子会社。
本稿では、2020年6月30日まで事業を行っていた旧法人と、同年7月1日から会社分割により事業を譲受した新法人の両方に関して記述する。

## 概要
主に組み込みLinuxを中核としたシステム開発並びに設計や、プリント基板の設計を手掛けている。
小田原機器は、路線バスのキャッシュレス化やIoT化の進展により、システム開発やソフトウエア開発の比重が多くなっていた。小田原機器は2020年5月14日に、アズマが手掛けている全事業を、小田原機器が同年5月11日に設立した株式会社アズマ（新社）へ会社分割により譲受することを発表。アズマ（現法人）が手掛けている事業は、同年7月1日付でアズマ（新法人）へ譲渡された。
小田原機器は、アズマの事業譲受によって、グループにおけるシステム開発やソフトウエア開発、製品内製化の強化を図るとしている。生産体制は維持される。

## 沿革

### 旧：株式会社アズマ
- 1973年10月 - アズマ技研として個人で創業。
- 1978年10月1日 - 株式会社アズマとして法人へ改組。
- 1983年4月 - ソフトウェア開発業務を開始。
- 1988年10月 - プリント基板事業を株式会社エーシーシーとして分社化。
- 1992年
  - 3月 - システム開発事業を株式会社エーエスシーとして分社化。ハードウェア開発業務を開始。
  - 7月 - 本社を奈良県三郷町へ移転。
- 2006年
  - 3月 - エーエスシーを吸収合併。
  - 6月 - エーシーシーを吸収合併。
- 2010年1月 - 組み込みLinuxの開発を開始。
- 2020年7月1日 - 全事業を小田原機器の子会社である株式会社アズマ（新社）へ会社分割により譲渡したと同時に事業停止。同時に株式会社エーエムへ商号変更[4]。

### 新：株式会社アズマ
- 2020年
  - 5月11日 - 小田原機器の子会社として設立。登記上の本店所在地を小田原機器本社内に置く。
  - 7月1日 - 株式会社アズマ（旧社、同日付で株式会社エーエムへ商号変更）から会社分割により事業を譲受して営業開始。
  - 7月15日 - 登記上の本店所在地を小田原機器本社内から奈良県三郷町へ移転。